# Tomb Raider: Underworld
Cái tên Underworld (thế giới đã mất) đã cho người chơi một hình dung ban đầu về những nơi mà Lara sẽ đến trong phiên bản lần này. Underworld bắt đầu với cảnh Lara phải chạy ra khỏi căn biệt thự đang bốc cháy ngùn ngụt. Trong phần giới thiệu này, người chơi sẽ được làm quen với hệ thống điều khiển trong game. Sau đó, một đoạn phim cắt cảnh ngắn sẽ giới thiệu cho chúng ta về nội dung chính: Hai tuần trước trận hỏa hoạn, Lara đang giải quyết một số công việc chưa hoàn thành của bố mình, và vô tình nàng đã tìm được những bí mật mới về người mẹ cùng những nhân vật trong các tựa game trước cũng như bí mật về Cây búa truyền thuyết của thần Thor.
Underworld được xây dựng trên nền tảng hầu như tương tự với các phiên bản trước: Khám phá các địa điểm khắp nơi trên trái đất với các điểm nhấn là những trận đụng độ với kẻ thù và những màn điều khiển phương tiện. Sự tương tác giữa Lara và môi trường được thể hiện sinh động và đa dạng hơn bao giờ hết. Trong Underworld, Lara được trang bị thêm được một số kỹ năng di chuyển mới: leo trèo tự do, đứng thăng bằng trên các thanh ngang, sử dụng dây kéo móc để đu người từ nơi này sang nơi khác….Với những gợi ý trực quan ngay trên màn hình cùng hệ thống kỹ năng mới, tính phiêu lưu trong Underworld đã được nâng lên một tầm cao mới.
Một số nhược điểm mà Underworld vẫn chưa cải thiện được so với những người tiền nhiệm chính là tính cứng nhắc trong việc thiết kế màn chơi và góc camera vô cùng bất tiện và khó điều chỉnh. Thế giới trong game được xây dựng quá cứng nhắc, giới hạn khả năng tự do khám phá và phiêu lưu của người chơi. Tuy vậy, cảnh vật trong Underworld vẫn được đánh giá rất cao với quy mô khá rộng lớn. Từ cảnh đại dương bao la cho đến những ngôi đền uy nghi, những ngọn núi phủ tuyết hùng vĩ và những khu rừng già nhiệt đới rậm rạp, tất cả đều được thể hiện hết sức sinh động và kỳ vĩ.
Bạn sẽ không gặp quá nhiều kẻ thù trong game, và thật đáng tiếc, AI của kẻ thù không phải là một cái gì đó quá khó khăn đối với bạn. Trong Underworld, bạn phải lần lượt đối đầu với những kẻ thù người, sau đó là những loài thú trong thế giới thực cũng như trong thần thoại. Thay vì áp dụng cơ chế cover trong Underworld, nhà phát triển buộc người chơi phải sử dụng địa hình để tránh sự tấn công của kẻ thù và tung ra các miếng phản công.
Hệ thống vũ khí của Underworld có đôi chút phi lý: ở đầu mỗi màn chơi, người chơi chỉ được chọn một loại vũ khí, nhưng trong màn chơi, bạn sẽ khám phá ra rằng trong túi đồ nghề của Lara có rất nhiều loại vũ khí để lựa chọn – từ súng lục cho đến súng máy.
Những câu giải đố trong Underworld mới thực sự là những gì tinh túy nhất của dòng game Tomb Raider. Những câu đố vẫn chủ yếu yêu cầu người chơi thu thập chìa khóa hoặc các vật dụng khác để kích hoạt các cơ chế bí mật trong màn chơi, và người chơi phải mất không ít thời gian cho mỗi câu đố, bởi các chìa khóa để giải quyết câu đố thường nằm rải rác trong màn chơi rộng lớn. Tuy nhiên, với sự trợ giúp của chiếc PDA, người chơi có thể biết được nhiệm vụ sắp tới của mình là gì cũng như các gợi ý cho câu đố kế tiếp.
Có thể nói, Tomb Raider Underworld đã tiếp nối một cách xuất sắc dòng game phiêu lưu này với những khung cảnh kỳ vĩ, rộng lớn, hệ thống những kỹ năng di chuyển mới ấn tượng và những câu đố hóc búa quen thuộc.